# شادلی عمری
شادلی عمری (عربی: شادلي عامري؛ زادهٔ ۱۴ دسامبر ۱۹۸۴) بازیکن فوتبال اهل فرانسه است.
از باشگاه‌هایی که در آن بازی کرده‌است می‌توان به باشگاه فوتبال زاربروکن، باشگاه فوتبال کایزرسلاوترن، باشگاه فوتبال اف‌اس‌وی فرانکفورت، باشگاه فوتبال مولودیه وهران، باشگاه فوتبال ماینتس ۰۵ و باشگاه فوتبال آینتراخت فرانکفورت اشاره کرد.
وی همچنین در تیم‌های ملی فوتبال الجزایر بازی کرده‌است.